# Megalodontoidea
Megalodontoidea é uma superfamília de vespas da ordem de insetos Hymenoptera, que aualmente inclui apenas uma única família pequena de vespas: Megalodontesidae. Anteriormente, era considerada de incluir também a família Pamphiliidae, atualmente movida para Pamphilioidea. Também inclui a extinta família †Xyelydidae.